# 三先生峰

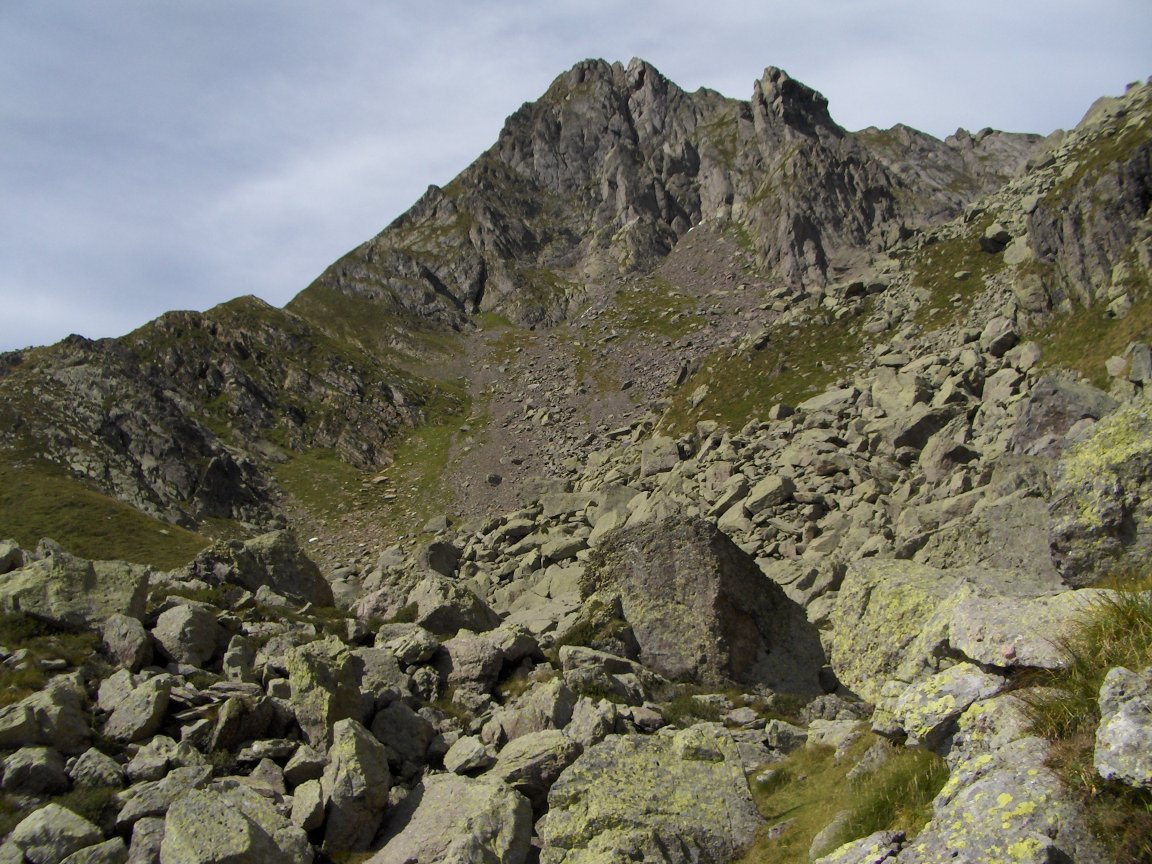

三先生峰是意大利的山峰，位於該國北部倫巴底大區，屬於貝爾加莫阿爾卑斯山脈的一部分，是松德里奧省、萊科省和貝加莫省三省的相交點，海拔高度2,554米。
达·芬奇 在温莎手稿（第12410页）中描绘了Tre Signori峰，以及背景中的Due Mani山，这些形象在达芬奇的雷斯塔手稿中也有相似的形式。
保存在米兰安布罗西亚图书馆藏品中的一份文件突出了列奥纳多达芬奇绘制的一只脚，这只脚隐藏在背景中的 Valsassina 和 Val Varrone 山脉的肖像，从 Due Mani 到 Pizzo dei Tre Signori。